# Ідентичність (філософія)
Ідентичність — одне із базових понять філософії, воно видається настільки очевидним, що його можна пояснити хіба синонімом: «сказати х та y ідентичні, все одно що сказати вони одна і та ж річ. Все ідентичне само із собою і ні з чим іншим».
На трьох прикладах видно основні функції ідентичності:
1. Цицерон = Цицерон
2. Цицерон = Катиліна
3. Цицерон = Тулій,

де у 1. ідентичність тривіальна, у 2. хибна, а у 3. інформативна, адже вона поєднує два терми, два імені, одного об’єкта. Тобто об'єкт той самий, але імена різні. Таким чином користь поняття ідентичності має початок у тому, що природна мова не має форми одна-річ-одне-ім'я, у ній присутній надлишок імен. Щоб ствердити ідентичність між іменами, ми потребуємо екстралінгвістичну фактичну обставину . Наприклад, те, що
Вечірня зірка = Ранкова зірка = Венера,
ми знаємо з того, що вони позначають один небесний об'єкт.

## Ідентичність у логіці
Застосування ідентичності у логіці випливає з процедури квантифікації змінних, адже декілька змінних можуть як позначати один об'єкт, так і відсилатись до різних . По суті базова логіка ідентичності — це логіка першого порядку „плюс знак «=»“ . Розглянемо приклади,
∃x∃y(Fx і Gy)
∃x(Fx і Gx)
Обидва приклади вимагають, щоб була хоча б одна річ у області квантифікації, що є F, та щоб була хоча б одна річ у області квантифікації, що є G, окрім цього друге речення додає вимогу, що одна з речей в області F ідентична до однієї з речей в області G. Без концепту ідентичності не ясно як розуміти значення повторення змінної у межах квантора.

## Якісна та нумерична ідентичність
Розрізнюють на якісну ідентичність чи еквіваленцію (equivalence) та нумеричну ідентичність чи рівність (equality). Якщо а і b якісно ідентичні, то а i b поділять певні властивості, на приклад, дві пляшки вина однієї лінії та зроблені на одній фабриці. Якщо ж a i b нумерично ідентичні, то a і b мають абсолютну якісну ідентичність, тобто є однією і тією ж самою річчю. На приклад, Супермен та Клакр Кент одна і та ж сама персона, тоді Супермен нумерично ідентичний Кларку Кенту.
З логічної точки зору відношення ~ на множині об´єктів S — відношення еквіваленції, якщо і тільки якщо: для усіх x, y ∈ S
1. x ~ x, тобто, ~ — рефлексивне, для усіх х ∈ S
2. x ~ y імплікує y ~ x, тобто, ~ — симетричне, для усіх х, у ∈ S
3. x ~ y та y ~ z разом імплікують x ~ z, тобто ~ — транзитивне, для усіх х, у, z ∈ S
Таке відношення ~ розділяє множину S на окремі підмножини, що називаються класами еквіваленції. Кожен елемент у класі еквіваленції має відношення ~ до кожного елементу в класі, такі елементи еквівалентні одне одному; до усіх елементів, що не входять до класу, таке відношення відсутнє. Нумерична ідентичність — різновид відношення еквіваленції: найменше відношення еквіваленції, де кожен клас евіваленції — одинак (singleton), тобто кожен включає лише один елемент.